# Honnarahalli, Hungund
Honnarahalli là một làng thuộc tehsil Hungund, huyện Bagalkot, bang Karnataka, Ấn Độ.